# Klara Asiška
Sveta Klara Asiška (Assisi, 16. srpnja 1194. – Assisi, 11. kolovoza 1253.), utemeljiteljica franjevačkog reda Sestara klarisa i svetica, kći blažene Ortolane i sestra Agneze Asiške. Spomendan joj je 11. kolovoza.

## Životopis
Suvremenica je sv. Franje Asiškog. Klara potječe od plemićkih roditelja i kao mlada žena primljena je u Franjevački red, uvelike protiv želje obitelji, koja je htjela da se uda. Po Franjinom je primjeru zavoljela život u siromaštvu te se 1212. godine zatvorila u strogi klauzurni samostan sv. Damjana pored Asiza. Franjo je sam svojim rukama taj samostan obnavljao. Klara je, dakle, uz pomoć sv. Franje, osnovala drugi franjevački red koji tvore Sestre klarise. Naziva se i »biljčicom sv. Franje«.
Klara je uspjela od Crkve i pape dobiti potvrdu svojega vlastitog Pravila života, koje je sama napisala, što je iznimka u odnosu na Četvrti lateranski sabor 1215. koji je zabranio potvrdu novih Pravila redovničkih družbâ. Klara je poznata po mnogim čudima koje je učinila za života, a i poslije smrti. Klarise su trogi kontemplativni red koji živi u klauzuri (iza rešetaka). Sestre dnevno provedu i do osam sati u molitvi. Žive pokornički (nikada ne jedu meso, a petkom obdržavaju »apstinenciju« tj. jedu samo kruh i piju vodu ili pak pojedu neku laganu juhu).
Zlatna legenda kazuje kako je Klara uspjela otjerati Saracene kad su napali Asiz. Digla se iz bolesničke postelje u samostanu sv. Damjana noseći u rukama piksidu, posudu za hostije. Sveti sadržaj nadvlada napadače i oni uzmakoše. 

## Štovanje
Na slikama se često prikazuje kako u ruci drži pokaznicu s Presvetim Sakramentom.

## Vanjske poveznice
Ostali projekti
|  | Zajednički poslužitelj ima još gradiva o temi Klara Asiška |